# The Return of Tony
The Return of Tony è un cortometraggio muto del 1913 diretto, sceneggiato e interpretato da King Baggot.

## Produzione
Il film fu prodotto dall'Independent Moving Pictures Co. of America (IMP).

## Distribuzione
Distribuito dall'Universal Film Manufacturing Company, il film uscì nelle sale cinematografiche USA l'8 dicembre 1913.